# Ruptura de la oposición siria

"Oposición" siria a Assad en el momento del colapso del Régimen de Assad). (No se incluye al Kurdistán sirio ni a las demandas territoriales de Estado Islámico ni los territorios israelíes ocupado desde 2024).

Tras la batalla de Alepo en diciembre de 2016, la oposición siria se descompuso generando diferentes y escaramuzas han luchado por el control de Idlib y Gouta Oriental. En esta lucha resalta la participación de al Qaeda en Siria que ha ganado territorio y adeptos. El poderío y la influencia de Al-Qaeda han aumentado de manera significativa a medida que la guerra avanza, mientras que los grupos armados sirios están en su punto más débil. El grupo terrorista Frente Fath al-Sham (antiguamente conocido como Frente Al-Nusra) y la banda Ahrar al-Sham, son dos grupos terroristas que han conseguido amentar su poderío y amenazan con erradicar a los grupos armados con menos tendencias extremistas.
El Ejército Libre de Siria (ELS) ha sido uno de los que más ha visto perjudicada su posición en Siria, ya que decenas de sus integrantes y miembros de otros grupos armados se han unido a las filas de Ahrar al-Sham o el Frente Fath al-Sham. La insistencia de una victoria militar de los dos grupos extremistas en una victoria militar contra el Gobierno sirio y su oposición a cualquier arreglo con Damasco, son los factores del aumento de su popularidad entre los opositores sirios y los insurgentes. La apuesta del ELS por un arreglo político y su participación en algunas de las rondas de negociaciones han sido dos de los puntos que los opositores sirios no ven con buenos ojos y por eso prefieren al grupo salafí Ahrar al-Sham y al representante de Al-Qaeda en Siria. Sin embargo, al mismo tiempo el incremento del poderío de estos está aumentando cada vez más las probabilidades de que uno de ellos, o en el peor de los casos, los dos, establezca un llamado “califato” al estilo del grupo terrorista EIIL (Daesh, en árabe).

## Idlib

### Enero y febrero
Tras la rendición en Alepo los grupos rebeldes bajo el auspicio de Turquía aceptaron un alto al fuego y la participación en conversaciones de paz en Astaná, lo cual provocó una gran ruptura formándose dos grandes bandos: los encabezados por el antiguo frente al Nusra crearon Hay'at Tahrir al Sham (Frente de Liberación del Levante) y los del bando que seguían a Ahrar al Sham que decidieron acogerse a la invitación, anunciándose el día 5 de febrero la lista de grupos asociados a cada bando. Varias escaramuzas se dieron tanto en el campo, como en la propia ciudad.
Para el 7 de febrero apareció un nuevo grupo Liwa Aqsa, atacó y tomó por sorpresa diferentes posiciones de la FSA en el norte de Hama. 
El 9 de febrero Hay'at Tahrīr has-Shām publicitó en un vídeo a su nuevo líder militar y antiguo líder de Ahrar as-Sham, Hāshim as-Shaykh, proclamando que liberaran a Siria y pidiendo que se le unan los demás grupos islamistas. Lanzando inmediatamente un ataque sorpresa en el norte de Latakia tomando Tell Rashu.
El 10 de febrero Jund (Liwa) al-Aqsa reportó haber tomado Tamanah al este de Khan Sheikhoun al norte de Hama.
El 13 de febrero continua la ofensiva coordinada en Daraa, mientras tras un utimatum HTS lanzó un ataque tomó Kafa-Sijnah en Idlib contra Al-Aqsa.
El 14 de febrero HTS anuncia haber retomado Kafa-Sijnah de Jund al Aqsa. 
El 15 de febrero Jund- al Alqsa informó de la ejecución de al menos 100 combatientes que tenía prisioneros del bando de Ahrar al Sham y HTS, aunque el número es incierto, ya que continúan los combates al sur de Idlib, además anunció la toma de al Tamanah.
El 21 de febrero se anuncia un ataque de Ahrar al Sham hacia Mughayr y Buraydij en el norte de Hama, bajo control de las SAA. En Daraa continúa la lucha contra Khalid Ibn Walid, anuncia la toma de la represa de Adwan.

### Junio
La segunda batalla de Hama mantuvo una relativa calma, al terminar la ofensiva resultando en una derrota significativa de los rebeldes los dispitas volvieron a empezar terminando en un conflicto armado entre los diversos grupos. Como resultado las HTS resultaron vencedoras haciéndose con el control mayoritario y expulsando a Ahrar al Sham que tuvo que retirarse a Turquía.
El 1 de junio el comandante de Hay'at Tahrir al-Sham Ibrahim Atrash (ex Zinki) llamó a todos los grupos rebeldes a disolverse y formar un frente único bajo su dirección. El 2 de junio las HTS atacan la corte de Kfambel argumentando que habían encarcelado a un miembro. El 3 de junio un asesino no identificado acabó con un líder de las HTS en Salqeen al norte de Idlib. Al día siguiente se anunció que Lili Hassan al-Lili de Deir ez Zor como culpable del ataque.
El 6 de junio dos miembros de las HTS fueron atacados con explosivos en las afueras de Idlib. El 8 de junio las HTS asaltan Maraat al Numan, se produjeron varios incendios. El 9 de junio las HTS atacaron a varios participantes de una protesta contra la operación militar. Como respuesta la 13 división de las FSA anuncian que lucharán contra las HTS por sus crímenes. Los dos días siguientes se realizan protestas contra las HTS, las FSA difunden videos donde se tortura a miembros de las HTS secuestrados en al Numan. El 13 de junio el Consejo Islámico Sirio de Idlib llamó a enfrentar a las HTS.
El 14 de junio el jefe de la división política de las HTS Zaid al Attar renuncia a su cargo.
El 16 de junio las HTS informa de la muerte de 9 personas en un ataque suicida en Sheikh Abdullah al-Muhaysini.

#### Luchas en Gouta Oriental
Tras varios meses de tregua impulsados por la segunda batalla de Hama, los grupos opositores se alinearon a Hay'at Tahrir al-Sham y Faylaq al-Rahman, que encabezaron la ofensiva contra el gobierno en todos los frentes. En Gouta la ofensiva se lanzó desde Jobar, aunque los dos primeros días supusieron un avance rebelde fueron rechazados y cercados. Al perder el objetivo común las diferentes facciones entraron en conflicto que pasó de acusiones de ataques a lucha frontal durante casi un mes.
El 28 de abril los rebeldes de Guta oriental se enfrentan entre sí Jaysh al-Islam atacó a Hay'at Tahrir al-Sham y Faylaq al-Rahman, en las localidades de Irbin, Kafr Batna, Madyara y al-Ash'ari, Ahrar al Sham anunció su intervención en los enfrentamientos perdiendo tres miembros pidiendo el fin de la lucha.
El 29 de abril la situación rebelde en Gouta empeora Jays al Islam declara infieles a las HTS y llama a las demás facciones a que se les unan, por su parte las HTS les dan 24 horas para abandonar la bolsa.
El 30 de abril Hay'at Tahrir al-Sham y Faylaq al-Rahman anuncia la recaptura de Hazreh y Jisreen de Jaysh al-Islam en Ghouta, el cual se disculpa por disparar a manifestantes en Irbin.
El 2 de mayo la lucha interna rebelde se intensifica Jaysh al-Islam asesinó al comandante de Faylaq al-Rahman el capitán Abu Najib en la lucha por Zamalka en Ghouta.
El 19 de mayo tras varios días de escaramuzas y acusaciones la lucha entre rebeldes se reinicia en Gouta, entre Faylaq al-Rahman, Hay'at Tahrir al-Sham y Jaish al-Islam en la localidad de Hawsh al-Ashari.
El 20 de mayo se dan protestas en al Bab por la destrucción de viviendas por parte del ejército turco para ampliar la base de la colina de Sheik Aqil, 300 policías de las FSA entrenados por Turquía han sido multados por faltar al trabajo, mientras que 80 fueron despedidos por actividades ilegales.
El 21 de mayo Katibat Abu Amara se une a las HTS. Se anuncia que un coche bomba en Idlib mató a 14 rebeldes.
El 22 de mayo murieron 4 rebeldes y docenas heridos en la lucha de Sham Front y Sultan Murad Divison contra Faylaq al-Sham en Kafr Ghan, Baraghida y Sheikh Rih. Faylaq al-Sham ha sido acusada de unirse a al Zinki.
El 30 de mayo Faylaq al-Sham anunció oficialmente su separación de las facciones del norte de Alepo después de varias escaramuzas con Levant front y Sultan Murad.
El 31 de mayo las HTS cerraron el paso fronterizo con Turquía de Bab al-Hawa en el norte de Idlib.
El 2 de junio Liwa Maghawir al-Islam (Commando Brigade of Islam) dejó Faylaq al-Sham para unirse a las HTS. Las HTS y Faylaq al-Rahman se enfrentan a Jaish al-Islam cerca de al-Ashari.
El 15 de junio Jaysh al Islam anuncia haber destruido el 80% de la fuerza militar de las HTS.

## Jarabulus - Al Bab
El 13 de junio la División al Hamsa tomó Qabasin y arrestó al comandante de Ahrar al Sham y el presidente del consejo ciudadano. Ahrar al Sham firma un cese al fuego con Sultan Muran y la División al Hamsa.
El 15 de junio Liwa Ahrar as-Shamal anuncia su unión a Faylaq al-Sham.
El 17 de junio las FSA lanzan un ataque contra las posiciones de las SDF al sureste de Maraa tomando varias posiciones.
El 18 de junio las FSA toman la villa de Madeeq.